# 比利亚伦加德拉萨格拉
比利亚伦加德拉萨格拉，是西班牙卡斯蒂利亚-拉曼恰托莱多省的一个市镇。总面积27平方公里，总人口2662人（2001年），人口密度99人/平方公里。